# 马达尔甘杰乌帕齐拉
馬达尔甘杰乌帕齐拉是孟加拉国杰马勒布尔县的一个乌帕齐拉，位於邁門辛專區的傑馬勒布爾縣。。

## 人口
據1991年孟加拉國人口普查，馬達爾甘杰共有戶數41058戶，人口201995人。其中男性佔比51.5%，女性佔比48.5%；成年人口100421人。該地7歲以上人口之平均識字率為17.3%。